# インド海軍
インド海軍（ヒンディー語: भारतीय नौसेना, ラテン文字転写: Bhāratiya Nau Sena; 英語: Indian Navy）は、インド軍の軍種の一つで、インド洋で活動する海軍では最大級のものである。

## 概要
インド海軍の主な目的は、インドの海洋権益に対する脅威や侵略の抑止であり、インドの政治、経済、インド周辺の海域での安全性の確保と、災害救援などの人道的支援を通じて国際関係を強化することにある。交戦国の海軍力や地上目標に対する攻撃で実戦も経験しており、インドが勝利した第三次印パ戦争（1971年）にちなんで12月3日を海軍記念日としている。
多国間合同演習も盛んで、特にアメリカ海軍とは1992年から海上合同演習「マラバール」を続けている。日本の海上自衛隊やフィリピン海軍、ベトナム海軍との共同訓練や、インドネシア西部のサバンなどプレゼンスを示すための海外寄港も行っている。これらは中国人民解放軍海軍への牽制が大きな目的とみなされている。
2008年からソマリア沖の海賊対策や対テロ戦争の一環として、インド洋（アラビア海やペルシア湾を含む）などで海上阻止行動/海上治安活動などの作戦行動を行なっている合同海上部隊に参加し、航行する船舶の護衛にあたっている。 
2014年時点の総員は、約58,350名で、この中には7,500名の士官、5,000名の海軍航空隊、2,000名の特殊作戦部隊を含む。保有艦艇を2015年時点の137隻から2027年までに約200隻へ増やす計画である。航空母艦は3隻、潜水艦は20隻以上に増強し、インド洋の東西で同時に艦隊を展開させられる態勢を目指す。また潜水艦発射弾道ミサイル（SLBM）を配備し、核戦力の一翼を担っている。

## 歴史

### 前史
インドは有史以来アラビアなどと海上交易をしていたので、ある程度の海上戦力を有していたと考えられるが、これは現在のインド海軍とはあまり関連がない。近代インド海軍の始まりはイギリス東インド会社がポルトガルとのスヴァリーの海戦に勝利したところからであるといわれている。インドは20世紀前半にかけてイギリスにより植民地化され（イギリス領インド帝国）、イギリス東インド会社やイギリス海軍の海上兵力として活動した。
1612年9月5日、東インド会社はインドでの利権を守るためにスワリー（Suvali；英名 Swally）に艦隊を設置した。この艦隊は商船の護衛を任務とするもので、大規模な海戦を戦うためのものではなかった。
1665年2月8日に東インド会社がボンベイ（現・ムンバイ）を占領、以降拠点として整備するようになる。これにより艦隊も活動範囲を広げるようになった。
1686年、艦隊は「ボンベイ海軍」の名を与えられポルトガルやフランス、オランダの海軍と戦うようになった。1824年のビルマ戦争も戦った。
1830年になるとボンベイ海軍は「女王陛下のインド海軍」（Her Majesty's Indian Navy）と名を改められ、イギリス海軍の一部となった。活動範囲はさらに広がり、中国（清）との戦いにも用いられるようになった。
インド海軍は1863年に再びボンベイ海軍へと名を戻したが、1877年には再び「女王陛下のインド海軍」となった。この頃の海軍はカルカッタとボンベイを根拠地とした。
1892年、インド海軍は王立インド海軍（Royal Indian Navy）と名を変えた。王立インド海軍は50隻の軍艦を運用していた。
20世紀に入ると、第一次世界大戦では物資をアフリカ各地へ送る任務を行ったものの、直接的な戦いをすることはなかった。
第二次世界大戦でもイギリス本国に対して豊富な物資を輸送する任務についた王立インド海軍には枢軸国からの苛烈な通商破壊戦に晒された。その中には数隻の日本海軍の潜水艦も含まれている。この時期の王立インド海軍は30,000人の兵士と117機の軍用機、8隻の軍艦を運用していた。

### インド独立後

1950-2001

2001-2004

第二次世界大戦後、1950年1月26日にインドが共和制に移行したことに伴い、王立インド海軍（Royal Indian Navy）はインド海軍（Indian Navy）に移行した。ゴア解放、第二次印パ戦争、バングラデシュ独立戦争、第三次印パ戦争に参戦し、第三次印パ戦争においては、空母機動部隊をベンガル湾に派遣して東パキスタンのチッタゴン飛行場を空襲した。この経験から洋上航空戦力を重視し、インドの経済発展に伴い、通常型の空母を国産で建造する計画が持ち上がっている。2007年5月16日には、2017年までに空母3隻を保有する計画が議会に提出された。
インド海軍は空母を長年にわたり運用してきた実績もあり、昨今の経済発展とあわせて原子力弾道ミサイル潜水艦や、航空母艦、駆逐艦、フリゲート、コルベット、揚陸艦を含む、多くの艦艇や航空機を建造する計画である。2019年1月に中国の近年の軍拡を安全保障上の脅威として空母を新たに2隻、艦艇39隻、潜水艦59隻を建造することを発表している。

## 編成
インド海軍の、司令部本部は国防省の統合本部にあり、艦隊に相当するコマンドが3個がある。
- 司令部本部：国防省-ニュー・デリー
- 西海軍コマンド：本部-ムンバイ
- 東海軍コマンド：本部- ヴィシャカパトナム
- 南海軍コマンド：本部- コーチン

## 教育

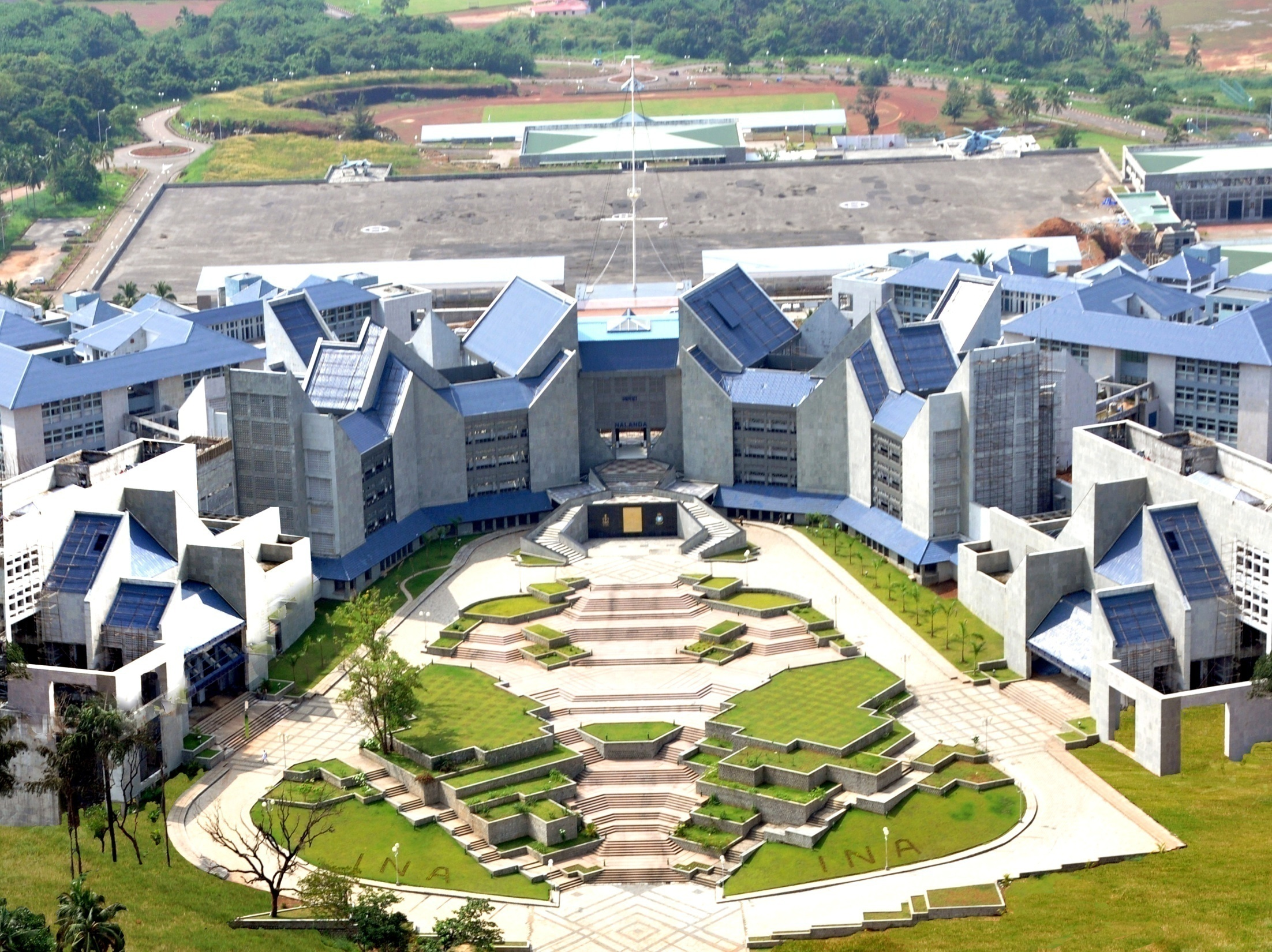
インド海軍士官学校

インドの国防大学校は、マハーラーシュトラ州プネーにあり、日本の防衛大学校に相当する。陸・海・空軍全ての士官候補生に対して一般大学教育や軍事教育と基礎訓練を行う軍学校で、期間は3年である。
国防大学を卒業後、海軍入りを志望した士官候補生は、インド海軍士官学校に進む。なお、準軍事組織のインド沿岸警備隊の幹部教育も、同校で行われる。
インド海軍士官学校は、ケーララ州のカンヌール地区エジマラにある最新鋭の海軍教育訓練機関であり、海軍軍人に必要な学問や訓練を行う。卒業するとサブ・ルーテナント（イギリス海軍などで見られる2階級制の尉官のうち下位の階級。NATO階級符号のOF-1、諸外国軍の中尉・少尉に相当）に任官される。

## 艦艇

### 水上艦
航空母艦
- ヴィシャル - 計画中
- ヴィクラント（2代）
- ヴィクラマーディティヤ

駆逐艦

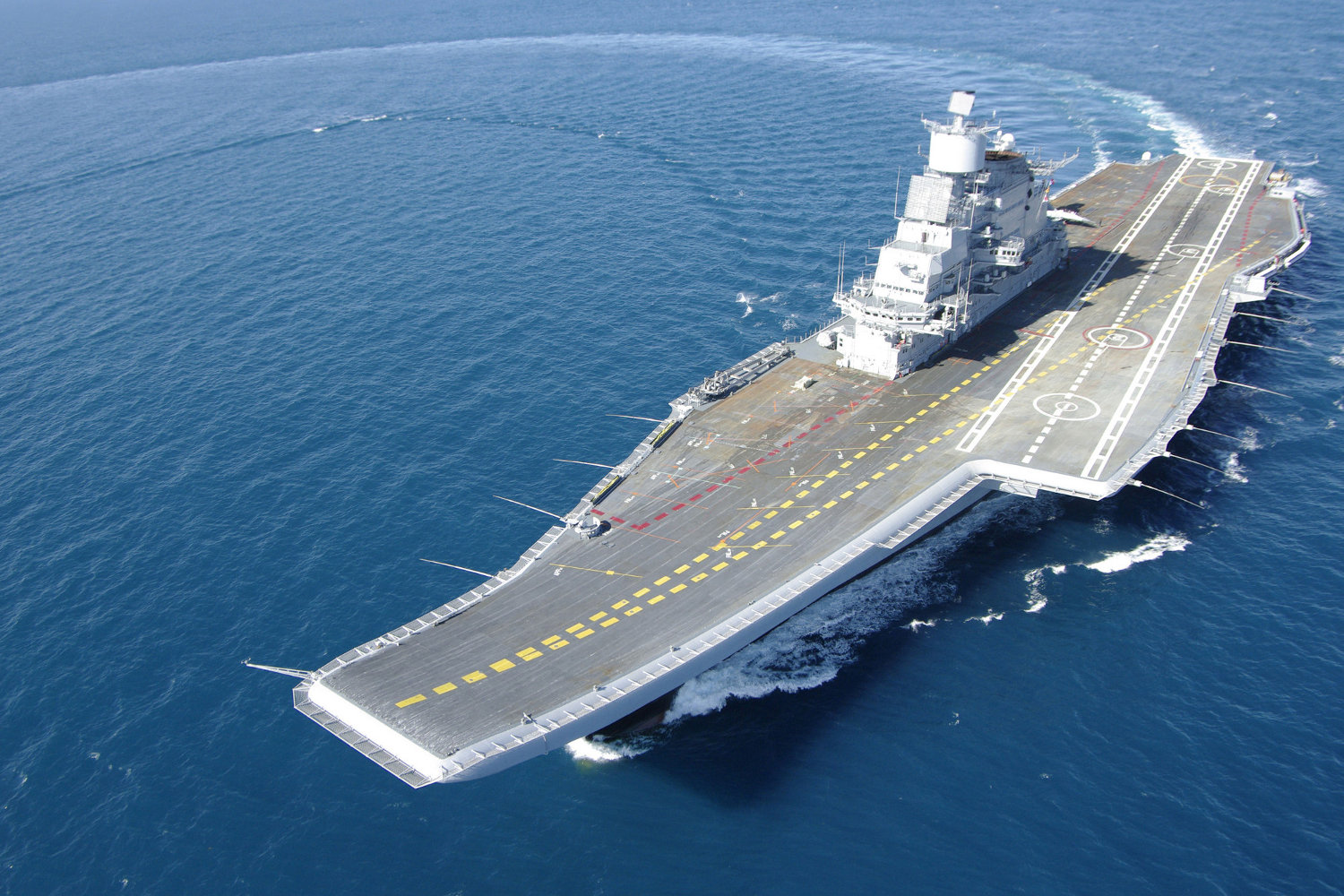
ヴィクラマーディティヤ

- ヴィシャーカパトナム級（	ヴィシャーカパトナム、マルマガオ、2隻建造中）
- コルカタ級（コルカタ、コチ、チェンナイ）
- デリー級（デリー、マイソール、ムンバイ）
- ラージプート級（ラージプート、ラーナ、ランジート、ランヴィール、ランヴィジャイ）

フリゲート
- ニルギリ級フリゲート (2代)（英語版）（7隻建造中）
- シヴァリク級 (シクヴァリク（英語版）、サツプラ（英語版）、サヒャディ（英語版）)
- タルワー級(タルワー、トリシュル、タバール、テグ、タルカシュ、トリカンド )
- ブラマプトラ級（ブラマプトラ、ベトワ、ベアス）

コルベット
- カモルタ級改良型（8隻計画中）
- カモルタ級（カモルタ、カドマット、キルタン、カバラティ）
- コーラ級（コーラ、キルヒ、クリッシュ、カムルク）
- ククリ級（ククリ、クタール、キルパンク、ファンジャル）
- アバイ級（アバイ、アジャイ、アクシャイ、アグライ）
- ヴィール級（ヴィール、ニルブヒク、ニパト、ニシャンク、ニルカト、ヴィブフティ、ヴィプル、ヴィナシュ、ナシャク、プラバル、プララヤ ）

哨戒艦艇
- サリュー級（サリュー、スナイナ、スメーダ 、スミトラ）
- スカーニャ級（スカーニャ、スバドラ、スバルナ、サヴィトリ、シャラダ、スジャータ）
- スーパードゥヴォラMk.2型（英語版）×7隻
- トリンカット級（英語版）（トリンカット、タラサ、バングラム、ビットラ、バッチマリ、バラタング）
- ISV小型巡視艇（英語版）×10隻
- ソラスマリン巡視艇×4隻

高速戦闘艇
- カー・ニコバル級（カー・ニコバル、チェトラト、コーラ・ディヴ、チェリヤム、キャンカルソ、コンダル、カルペニ、カブラ、コスワリ、カルバ）

揚陸艦
- 強襲揚陸艦（英語版）×4隻予定
- ジャラシュワ
- シャーダル級（シャーダル、ケサリ、アイラーヴァト）
- マガール級（ガビアル）
- LCU 級Mk.4型×8隻

掃海艇
- ポンディチェリー級（英語版）（アレッピー、カールワール、カナノール、カッダロール、カキナダ、カリカット、コンカン）

補給艦
- ディーパク級(ディーパク、シャクティ)
- アディティヤ
- ジョティ

練習艦
- ティール

練習帆船
- ヴァルナ級（ヴァルナ、タランギニ、スダーシニ）

運送船
- ニコバル級（ニコバル、アンダマン）

測量艦
- ストレジ級(ストレジ、ジャムナ)
- サンダヤク級(サンダヤク、ニルデシャク、ニルパク、インヴェンスティゲーター、ジャムナ、ストレジ、 ダルシャク、サルヴェクシャク、サンダヤク、ニルデシャク、ニルパク、インヴェンスティゲーター、ジャムナ、ストレジ、ダルシャク、サルヴェクシャク)
- オールコックアッシュダウン級（ターニャ、他5隻建造予定）

情報収集艦
- サガルドワニ

工作艦
- ダリニ級

潜水支援艦
- Nistar[7]
- Nireekshak[7]

病院船
- 「HP」型 - 2隻

航洋曳船
- マタンガ
- 港内曳船（各型×15隻）

### 潜水艦
原子力弾道ミサイル潜水艦

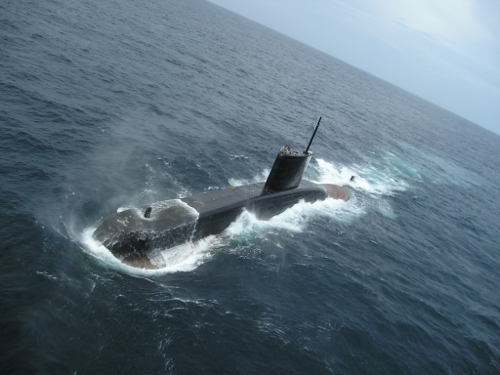
シシュマール級潜水艦

- アリハント級（アリハント- 2016年就役、3隻建造中）

原子力潜水艦
- アクラ型（チャクラ（英語版） -リース契約）

通常動力型潜水艦
- プロジェクト75I（6隻計画中）
- カルヴァリ級（スコルペヌ型）（カルヴァリ、カンダーリ、カラニ、ヴェラ、ヴァギル、ヴァグシーア）[8]
- シンドゥゴーシュ級（シンドゥゴーシュ、シンドゥヴァジ、シンドゥラジ、シンドゥヴィル、シンドゥラトナ、シンドゥケサリ、シンドゥキルティ、シンドゥヴィジャイ、シンドゥシャストラ）
- シシュマール級（シシュマール、シャンクシュ、シャルキ、シャンクル）

国有造船会社マザゴン・ドックが各種水上艦艇に加えて、インドでは唯一、潜水艦の国内建造・整備能力を有している。

## インド海軍航空隊

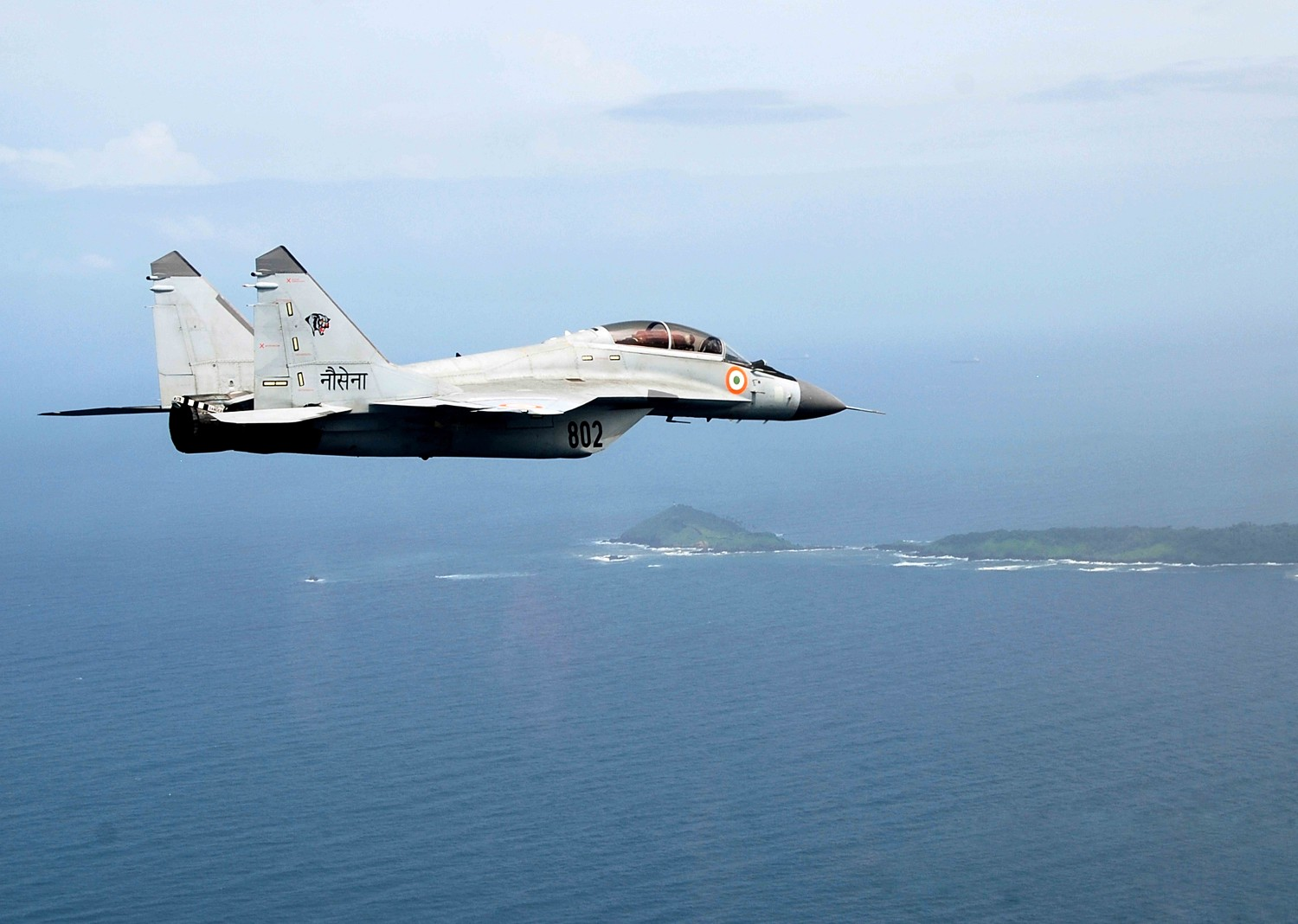
MiG-29K

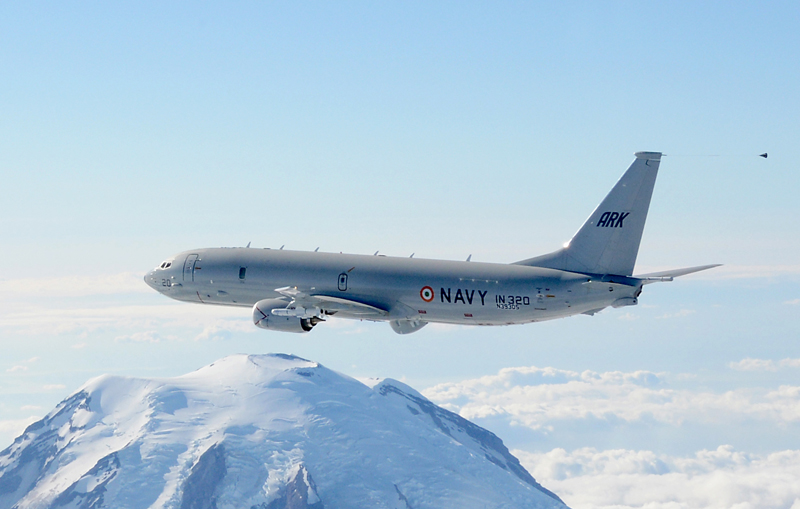
ボーイング P-8Iネプチューン

インド海軍航空隊の任務は、艦隊の防空、攻撃、偵察、対潜哨戒、捜索救難など多岐にわたり、これらの任務を達成するため、様々な固定翼航空機やヘリコプターを使用している。

### 航空機
戦闘機
- MiG-29K/KUB 、テジャス

対潜哨戒機
- ボーイング P-8I 、ツポレフ Tu-142M 、イリューシン Il-38

空中早期警戒ヘリコプター
- カモフ Ka-31 ヘリックスB

対潜哨戒ヘリコプター
- ウェストランド シーキング Mk.42A、カモフ Ka-28 ヘリックスA、MH-60R シーホーク[10]

飛行艇
- US-2 予定

輸送機
- ドルニエ 228

輸送ヘリコプター
- HAL ドゥルーブ、HAL チェタク、ウェストランド シー・キング

練習機
- HALキラン、BAEホーク、HALチェタク

UAV
- DRDOラクシュヤ 、IAI ヘロン、IAI サーチャー

## 特殊部隊

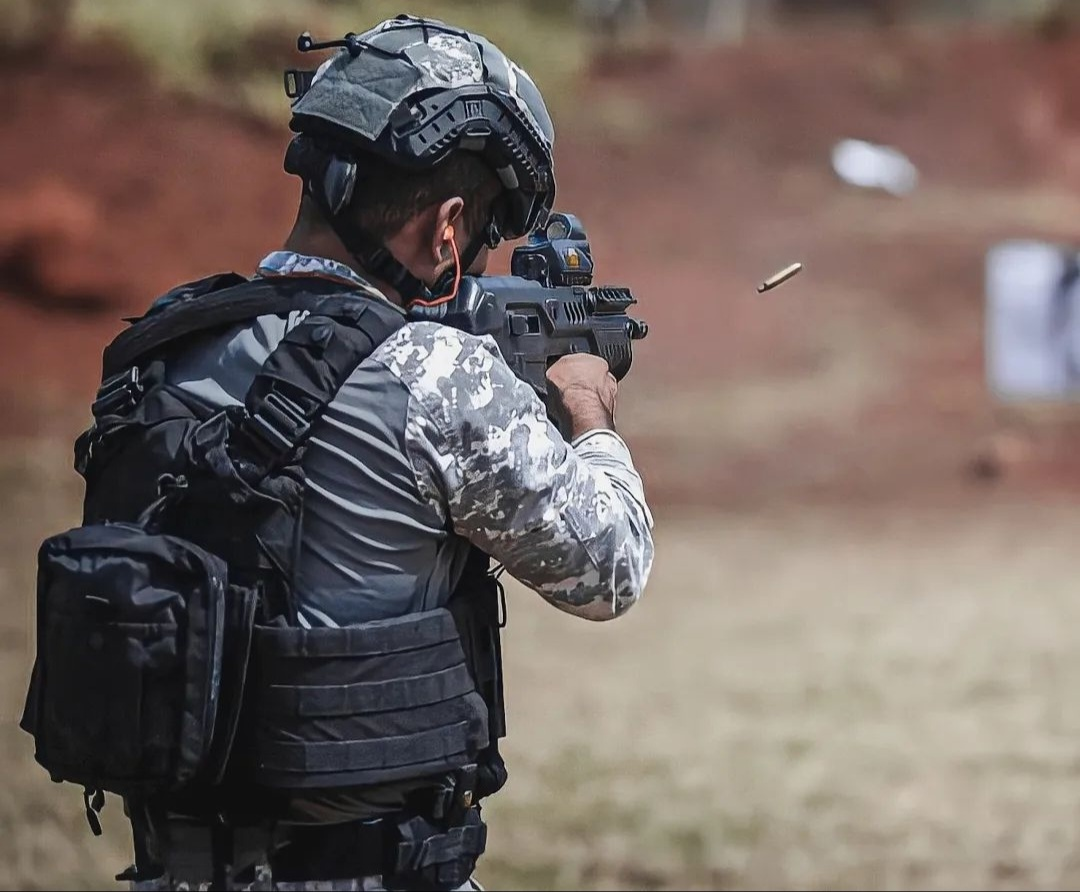
MARCOS

MARCOSはインド海軍特殊作戦部隊。水陸両用作戦 、テロ対策 、特殊偵察、不正規戦、非対称戦争などの作戦を行う。MARCOSは、約2000名。1988年に設立され、タミル・イーラム解放のトラへの対テロ作戦や海賊討伐といった作戦を経験している。
MARCOSは1A 9mmピストル、スターリング短機関銃、AK-103、H&K MP5、IMI タボールAR21、IMI ネゲヴなどで武装し、ヘリコプターはHALドゥルブなどを使用している。
MARCOSはロシア連邦軍の海軍スペツナズと合同訓練を行った他、訓練にクラヴ・マガを取り入れるなどしている。

## 階級旗

大将旗
中将旗
少将旗